# غدا نلتقي
غدًا نلتقي مسلسل سوري اجتماعي يسلّط الضوء على الواقع الإنساني المرير للنازحين السوريين بطولة مجموعة من الممثلين السوريين وهم مكسيم خليل، كاريس بشار، منى واصف، عبد المنعم عمايري وغيرهم.

## قصة العمل
مجموعة من النازحين السوريين يهربون إلى لبنان من دموية أحداث ما بعد الأزمة السورية، وتدور أحداث المسلسل حول النماذج البشرية المتنوعة الموجودة في هذا المجتمع الصغير، فمنهم الزوج الذي تهرب زوجته منه إلى أمريكا ومنهم النازح الموالي، ومنهم المعارض ومنهم الأم المريضة التي تتابع الأحداث بدون أن تقوى على الحراك، وهكذا تتفاعل الأحداث مع مجتمع الهاربين المختلف عن بعضه.

## تمثيل
- كاريس بشار (وردة)
- عبد المنعم عمايري(محمود)
- مكسيم خليل(جابر)
- فادي صبيح(ايهاب)
- نظلي الرواس(خلود)
- إياد أبو الشامات
- فاتن شاهين(أم ايهاب)
- عبد الهادي الصباغ (أبو عبدو)
- سوسن أبو عفار(امتثال)